# Monumento a Cortesia da Serego
Il Monumento a Cortesia da Serego (o Cortesia Serego o Cortesia Serego da Marassi), il capitano generale dell'esercito di Verona dal 1375 al 1387, durante la signoria di Antonio della Scala, è un monumento funebre commissionato in suo onore dal figlio Cortesia II e collocato nel lato presbiteriale sinistro della Basilica di Santa Anastasia.
Venne scolpito da Pietro di Nicolò Lamberti e dipinto da Michele Giambono tra il 1424 e il 1432.
La cronaca riferisce che il condottiero scaligero, fatto prigioniero assieme a tutta la milizia veronese in seguito alla disfatta di Brentelle (1386) e tenuto prigioniero fino al 22 luglio 1387, dopo essere stato liberato morì sul cammino per la libertà, provato dalla lunga detenzione "ad confines Ferrarie, in Budelloni palustribus lembo miserrime victam extinxit".

## Storia
Tra Cortesia da Serego - citato erroneamente dalle fonti antiche cugnatus (di Antonio della Scala) - e il signore di Verona è documentato un profondo legame determinato probabilmente dal presunto coinvolgimento dello stesso nell'assassinio del fratello di Antonio, il co-reggente della signoria di Verona Bartolomeo II della Scala, avvenuto nel 1381. 
Questo spiegherebbe le notevoli donazioni che il signore scaligero fece al Serego tra lo stesso anno e il 1382, donazioni che assicureranno al capitano e alla sua famiglia una notevole disponibilità economica e un conseguente legame con l'entourage di corte che gli consentì di scegliere come luogo di sepoltura la chiesa dominicana di Santa Anastasia (oggi basilica).
Serego fissò nel suo testamento una somma di mille ducati d'oro per le sue esequie, e ulteriori mille ducati d'oro affinché nella stessa chiesa "fiat et fieri debeat una cappella [...] cum una honorabili archa in qua reponi debeat corpus meum".
Dopo la morte del Serego, la situazione famigliare rimane sostanzialmente invariata nel tempo e i discendenti del capitano scaligero risultano perfettamente integrati nella mutata realtà politica e sociale veronese del primo '400, tanto che il figlio Cortesia II nel 1428 viene eletto nel Consiglio del Comune di Verona e nominato fabricatore per seguire i lavori di completamento di Sant'Anastasia: in questo contesto si colloca anche la decisione del giovane Serego di realizzare il monumento in onore e memoria del padre nel prestigioso presbiterio dove stabilirà, in due testamenti rispettivamente del 1424 e del 1429, che anche il suo corpo venga conservato nello stesso luogo del padre.

## Descrizione

### Scultura
L'archa lapidis vivi ornata et cum figuris et insignis caratterizza lo spazio presbiteriale sinistro della basilica e si presenta ben integro nella esuberante originaria combinazione di scultura e pittura, dove l'elemento di raccordo è il tralcio in pietra circondato da una composizione dipinta che racchiude l'archa entro un perimetro, originariamente azzurro e ornato da soli in rilievo in cera dorata dei quali sono rimasti solo limitati resti.
La sontuosa opera, in marmo rosso e pietra tenera, è con ogni probabilità stata realizzata da Pietro di Nicolò Lamberti: documenti attestano un rapporto consolidato tra l'artista toscano e il figlio del capitano scaligero, per cui le ricostruzioni della Markham Schulz e della Cuppini appaiono convincenti e permettono di attribuire con ragionevole certezza la paternità dell'opera al fiorentino, realizzata a cavallo tra il 1424  e il 1429.
La scultura è dominata dalla statua equestre del condottiero, che poggia su un sarcofago pensile posizionato sotto un baldacchino il cui tendaggio è tenuto aperto da due armigeri e sotto il quale due putti sorreggono lo stemma Serego. Il sarcofago, chiuso ai lati da speroni rocciosi, presenta sette nicchie semicircolari a conchiglia dipinte d'azzurro e scandite da lesene, 5 sul fronte e una per lato: al loro interno il Da Persico ricorda la presenza oggi perduta di "cinque rare statuette (forse) di bronzo" poi "furtivamente" asportate.
Le parti scolpite, che conservano ancor oggi buona parte della policromia originale, molte dorature e alcuni inserti metallici, mantengono ancora apprezzabile l'originario effetto naturalistico e teatrale dell'insieme tanto che il Da lisca, sovrintendente ai restauri del 1942-43, mette in luce la suggestione creata dalle calde tonalità della statua equestre sotto il baldacchino "così cupo e freddo nel suo interno": un impatto visivo, oggi minore a causa di alterazioni e perdite del colore, che doveva essere amplificato dallo stacco con il fondo turchese e i soli dorati.
I passi del testamento del 1429 del figlio Cortesia II permettono di identificare Cortesia da Serego, il padre condottiero scaligero, nella statua del cavaliere che domina l'intero impianto decorativo, mentre i due soldati che tengono aperto il baldacchino sono solo comparse che assumono però un ruolo di comprimari di una scena che omaggia il condottiero e che si svolge evidentemente in una tenda militare da campo: un nesso reso plateale dal soldato sulla destra che, dinanzi al passaggio del suo capitano, si tocca il cappello con una mano.
Se l'identificazione della statua equestre appare certa, problematica è invece quella relativa all'uomo in armi che svetta sul baldacchino, dal momento che sono completamente assenti indizi che ne consentano il riconoscimento: il fatto che la spada richiami emblematicamente quelle che fregiano lo stemma Serego potrebbe suggerire trattarsi di una figura allegorica rappresentativa delle virtù familiari.
Difficile risulta anche stabilire se l'imponente tralcio d'acanto che racchiude l'arca Serego a mo' di "araldico stemma" sia stato realizzato in contemporanea alle altre parti scolpite o nel momento in cui si dette inizio alla dipintura di contorno (1432): l'elemento è il più vistoso dell'intero monumento sia per la singolarità del profilo composto dall'unione di quattro archi inflessi di diverse ampiezze (2 in verticale, uno superiore e uno inferiore ribaltato), sia per l'opulenza dei grandi fiori che si alternano l'un altro mostrando ora il recto ora il verso fino alla rigogliosa inflorescenza a grappolo nei vertici dei quattro archi.

### Pitture
La dipintura, eseguita da Michele Giambono nel 1432, avvolge il monumento Serego e si pone in una tendenza di gusto che intendeva fondere pittura e scultura "per via d'un realismo illusionistico": essa si estende su tutta la parete sinistra del presbiterio con uno schema che prevede, all'interno di una cornice dipinta, uno zoccolo con velario e quattro figure che reggono stemma e motto della famiglia Serego, sopra di queste due santi domenicani, al centro due angeli e infine, nella parte superiore, un'imponente Annunciazione.
Come accennato, è il tralcio l'elemento di raccordo tra le due composizioni, scultorea e pittorica, perché ha funzione di limite tra i due piani di riferimento, quello dove si pone l'arca e le immagini dipinte che ad esso si devono rapportare. In questo modo le dipinture assumono un valore spaziale, disposte secondo la logica gotica, con le architetture dell'Annunciazione che rimangono dietro il tralcio e ne vengono in parte nascoste dallo stesso, così come gli angeli, e le due figure di santi su basamento ai lati del tendaggio più prossime all'osservatore: una disposizione alto-basso/lontano-vicino dalle evidenti implicazioni gerarchiche.
Sono proprio le figure dei santi Domenico (a sinistra, la meglio conservata) e Pietro Martire (a destra, fortemente degradata), qualificati anche dall'abito bianco e nero, a fornire la misura della ricerca illusionistica: entrambi poggiano su piedistalli esagonali modanati che scorciano con grande impatto su un piano creato dallo spessore della cornice soprastante il velario, ben raffigurati nei tratti fisionomici, nelle espressioni e nei gesti aggraziati, imponendosi come volumi statuari di forte risalto rispetto al tralcio e suscitando un senso di spazio altrimenti inesistente.
L'efficacia delle immagini è da attribuire all'utilizzo di materia pittorica di grana molto sensibile, ad olio, peculiare tra gli artisti veneti del '400 che abbandonano il "buon fresco" a favore di soluzioni tecniche che potevano meglio soddisfare l'esigenza di una pittura densa e spirante: una tecnica che consentiva un lavoro lento e minuzioso, un effetto di finitura e una varietà di sfumature uguali a quelle di dipinti eseguiti su tavola oltre che l'uso dei colori biacca e verderame altrimenti  inutilizzabili, come confermato dai restauri della Cuppini nel 1970.
I vantaggi del "metodo ad olio su muro" nella resa cromatica e nel modellato sono apprezzabili nella parte dedicata all'Annunciazione, l'episodio più sfarzoso nell'articolato impianto figurativo che circonda l'arca Serego. Sebbene sia posizionato nella parte più alta, a vari metri di altezza, è contraddistinto da impegno e cura esecutiva, con una mandorla paradisiaca cromaticamente ricchissima, con profusione d'oro e di elementi a rilievo all'interno di un vivace frenetico insieme. Le due monumentali strutture architettoniche, entrambe di carattere gotico e impostate in prospettiva angolare, vengono pensate dal Giambono quale fastoso coronamento alle figure dell'angelo (a sinistra, parzialmente danneggiato, inginocchiato sotto il portico) e della Madonna (a destra, perduta in un danno che coinvolge tutta la parte inferiore dell'edificio e dove doveva trovarsi un filatterio che bilanciava quello di sinistra sul quale è incisa in gotico la data 1432).
Uno degli aspetti più stupefacenti delle pitture Serego va inquadrato proprio in queste rappresentazioni architettoniche, nello specifico le transenne del portico con l'angelo, dove il Giambono ha immaginato una serie di putti a rilievo entro nicchie che tirano l'arco, cavalcano bastoni con teste di cavallo o fanno pipì, trovando il corrispettivo nei tre putti con arco sull'edificio dell'Annunciata: tali finte sculture risultano sconcertanti ad una data così precoce perché nella pittura veronese coeva non esiste nulla di analogo.

### Cornice e velario
L'intera raffigurazione sacra è delimitata nella parte superiore da una fascia decorativa a monocromo grigio che alterna quadrilobi e volute vegetali racchiusi in una cornice a finta modanatura e nella parte inferiore dalla fascia dello zoccolo: una soluzione che, nel suo contenuto laico, sembra sigillare l'insieme decorativo entro il significato araldico-celebrativo dichiarato dal gruppo scultoreo.
Come sottolinea la Franco, la cornice ha una precisa funzione, perché nella parte decorata a fogliami richiama volutamente il motivo del tralcio a rilievo con l'evidente intento di imitare la scultura e ottenere un effetto di consistenza plastica. Inoltre, una fascia più scura che segue il profilo interno della cornice dona spessore in profondità, necessario per congiungersi con la base d'appoggio dove il pittore inserisce i due santi domenicani.
Questo carattere araldico-celebrativo trova completamento nella fascia basamentale sulla quale il Giambono dipinge una sequenza regolare di fiori su piani sovrapposti, con richiami a soluzioni presenti negli arazzi coevi, dove inserisce simmetricamente quattro figure profane (due femminili, al centro, due maschili ai lati). Sebbene lo stato di conservazione risulti compromesso e sia stata perduta la parte inferiore, è possibile apprezzare ancor oggi lo sfarzo delle due figure femminili elegantemente acconciate, agghindate all'ultima moda mentre sostengono il cimiero con l'aquila araldica rossonera. Le due dame, in uno schema fedele alla tradizione araldica, risultano quindi essere semplici comparse senza una precisa identità, come pure lo sono i due personaggi maschili, scartando così l'avanzata ipotesi che si potesse trattare di Cortesia II e suo figlio Pandolfo.